# Liceo Francés Marie Curie de Zúrich
El Liceo Francés Marie Curie de Zúrich (LFZ) ((en francés, Lycée français Marie Curie de Zurich) es una institución educativa localizada cerca de Zúrich, en Suiza. Está homologada por el Ministerio de Educación francés, tiene un acuerdo con la Agencia para la Enseñanza Francesa en el Extranjero y cuenta con el reconocimiento del Departamento de Educación del Cantón de Zúrich. Situada en el municipio de Dübendorf (Cantón de Zúrich), acoge a más de 1.140 alumnos de infantil a bachillerato.

## Historia
La Escuela Francesa de Zúrich se fundó el 5 de junio de 1955 por iniciativa del abate Henri Joliat, director de la Misión Católica de Lengua Francesa, de algunos padres de alumnos y del Consulado General de Francia en Zúrich.
Unos meses más tarde, el 17 de octubre de 1955, la Escuela Francesa abrió sus puertas en un espacio cedido por la Misión Católica en la calle Hottingerstrasse de Zúrich. Jeanne Obrecht, profesora titulada de francés, impartió clases a 14 alumnos de entre 5 y 10 años (y de cuatro nacionalidades diferentes).
Un grupo de padres voluntarios recibió de las autoridades escolares cantonales y municipales los permisos necesarios y finalmente fue fundada la Asociación de la Escuela Francesa el 12 de enero de 1956, para lo cual se obtuvo gran parte del dinero mediante donaciones.  
Al inicio del siguiente curso escolar, en octubre de 1956, la escuela contaba con 26 alumnos de primaria, 7 de secundaria y nuevo personal docente. Sin embargo, las autoridades educativas del cantón de Zúrich decidieron excluir a los niños y niñas suizos de la escuela francesa.
En junio, la asociación de padres presentó un recurso contra esta decisión y, tras un año de negociaciones, se autorizó a la escuela a aceptar alumnos suizos bajo ciertas condiciones; finalmente fue reconocida como escuela privada.  

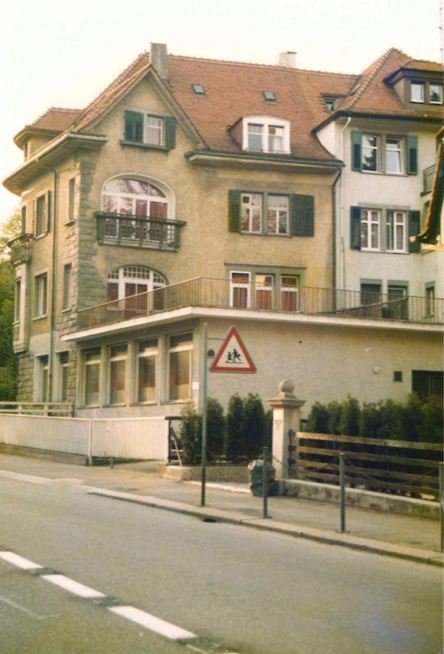
Ecole Française Bergstrasse

Debido al aumento del número de alumnos, el comité de gestión decidió adquirir un inmueble en 1959 en la Rütistrasse, al cual se trasladó la Escuela Francesa en 1960.  
El 30 de abril de aquel año se inauguró una escuela más moderna con aulas más grandes, un gimnasio y nuevas instalaciones.
El número de alumnos seguía creciendo y en 1978 el comité, un grupo de padres y el director, Joseph Goldschmidt, eligieron Gockhausen, un pueblo cercano a Zúrich, para construir un nuevo edificio con capacidad para 275 alumnos.

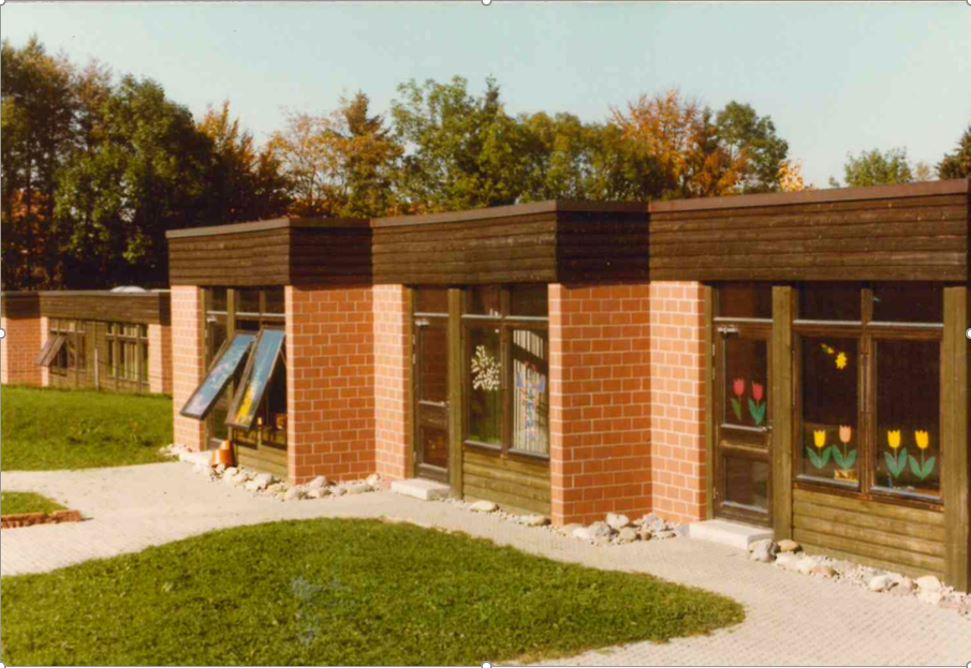
Liceo Francés de Zúrich en Tobelacker (Gockhausen)

En 1980, la escuela francesa se trasladó de Zúrich a Gockhausen, concretamente en la calle Im Tobelacker. El gobierno francés designó a Yves Marandet para dirigir la escuela hasta 1983, siendo el primer proviseur de la historia del liceo.   
En 1989, Francia autorizó a la escuela francesa a tomar el nombre de «Lycée Français de Zurich» (LFZ).
En 1990 se creó la Agencia para la Enseñanza Francesa en el Extranjero (AEFE), cuya misión es unir y apoyar a todas las escuelas francesas en el extranjero con el fin de garantizar una buena educación para los estudiantes, además de reforzar los vínculos entre los sistemas educativos extranjeros y franceses.
A partir de 1995, se permitió el acceso a las universidades suizas a aquellos estudiantes que hubiesen superado el examen de bachillerato francés (baccalauréat), siempre que obtuviesen una media superior a 12 sobre 20.

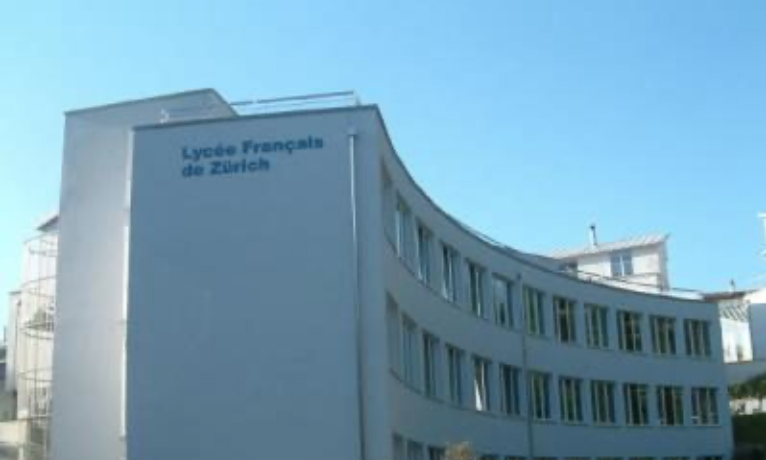
Liceo Frances de Zúrich en la calle Ursprung (Gockhausen)

En 2001 la asamblea general de padres aprobó por amplia mayoría la construcción de un nuevo edificio en la Ursprungstrasse de Gockhausen.  
El 2 de septiembre de 2003, los alumnos de secundaria comenzaron el curso escolar en un nuevo edificio situado en la calle Ursprungstrasse.

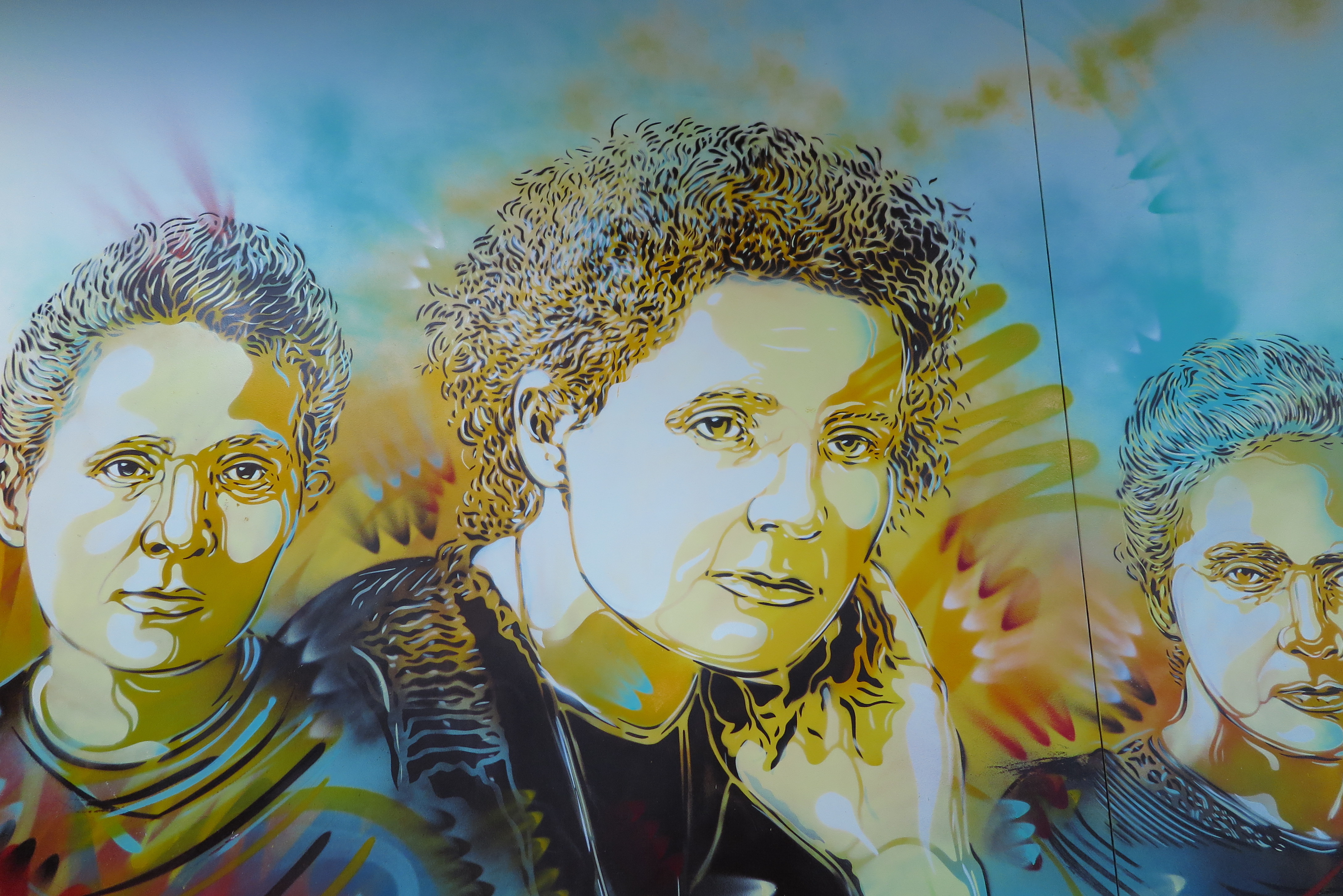
Marie Curie. Street art en un muro del LFZ por el artista C215 Christian Guémy

En 2006, con motivo del 50.º aniversario del LFZ, se convocó un concurso para asociar el nombre de la escuela a la personalidad que mejor encarnara los valores del Liceo Francés de Zúrich. La escuela recibió el nombre de «Marie Curie» en honor a esta pionera y dos veces ganadora del Premio Nobel de Física y Química.
El número de alumnos se multiplicó por dos entre 2003 y 2010 y se repartió a los estudiantes en cuatro ubicaciones: las clases de infantil se trasladaron a Stettbach en 2007, la escuela primaria permaneció en Tobelacker, el edificio de Ursprungstrasse se reservó para la escuela secundaria y el bachillerato ocupó unas salas alquiladas en el edificio SAWI en 2011.
Desde el curso escolar de 2011 la escuela desarrolla su plan de enseñanza del alemán y establece un programa bilingüe francés-alemán en la sección de infantil, reconocido oficialmente por el Departamento de Educación del Cantón de Zúrich. 
En noviembre de 2012, la asociación de padres aprobó la decisión de construir un edificio con capacidad para 1100 alumnos.

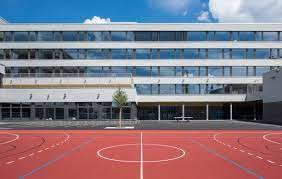
Nuevo Liceo Francés Marie Curie de Zúrich

En septiembre de 2014 se colocó la primera piedra del nuevo edificio en Dübendorf. Finalmente, 2 años después, el LFZ se trasladó oficialmente para abrir sus puertas en septiembre de 2016.

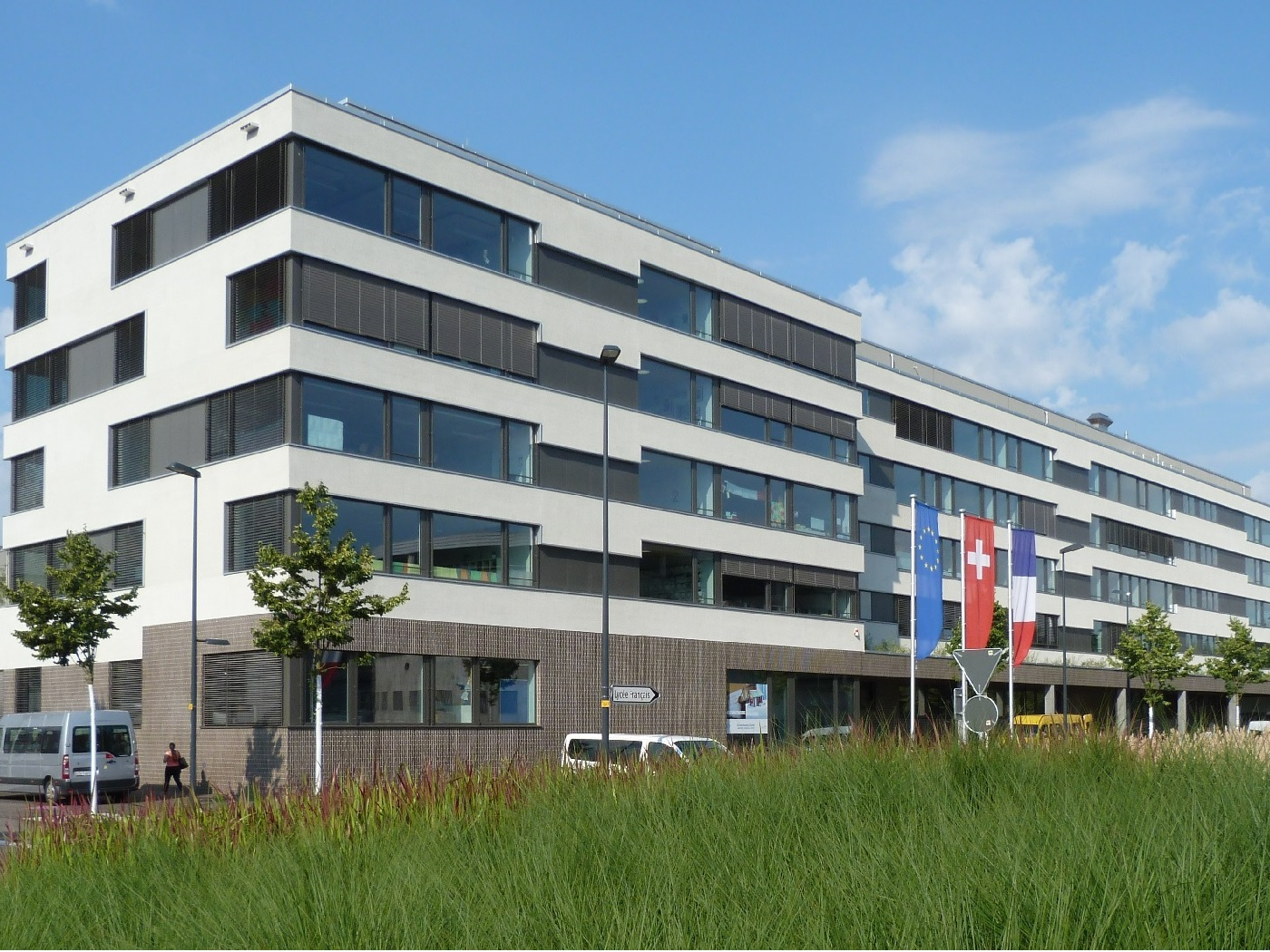
Nuevo Liceo Francés Marie Curie de Zúrich

Se realizó un concurso para dar nombre a la calle en la que se situaba la escuela y finalmente se decidió «Zukunftstrasse» (calle del futuro).  
En 2017, el LFZ recibió el prestigioso título de «Edificio Suizo del Año» y superó la barrera de los 1000 estudiantes.
En 2020, el nuevo edificio alcanzó su capacidad máxima y, para remediar este problema, se trasladaron algunas clases a un anexo con 4 salas situado a pocos minutos de la escuela.
Hoy en día, el Liceo Francés de Zúrich es una escuela moderna que evoluciona con el tiempo. De hecho, se han tomado muchas medidas de sostenibilidad y respeto al medioambiente y es un centro puntero a nivel tecnológico.

## Directores(Proviseurs)
- Goldschmidt  Joseph (de 1977 a 1980)
- Marandet Yves (de 1980 a 1983)
- Portzer Jean Paul (de 1983 a 1989)
- Leleu René (de 1989 a 1995)
- Portela Nelly (de 1995 a 1996)
- Magère Christine (de 1997 a 1999)
- Lebourgeois Claudine  (de 2000 a 2005)
- Drussel Jean-Luc (de 2006 a 2011)
- Renn Brigitte (de 2011 a 2015)
- Savall Paul (de 2015 a 2020)
- Strupler Laurent (de 2020 a 2022)
- Duvauchelle Quentin (desde septiembre de 2022)

## Los idiomas en el LFZ[18]
- Plan de estudios bilingüe francés-alemán o plan de estudios clásico francés en la escuela primaria
- Enseñanza del inglés a partir de los 8 años
- Enseñanza opcional de la lengua española a partir de 6º curso
- Enseñanza opcional del latín a partir del 6º curso

El itinerario bilingüe implantado en septiembre de 2011 permite a los alumnos de infantil y primaria dominar las dos lenguas al final de su escolarización mediante la adquisición natural del francés y el alemán. Las asignaturas no lingüísticas se imparten por igual en la escuela primaria: cada asignatura se imparte en francés y en alemán para garantizar el desarrollo conjunto de las competencias y un horario equilibrado entre las dos lenguas. Este programa bilingüe en el LFZ está reconocido y autorizado por la Dirección de Educación (Bildungsdirektion). También es compatible con el plan de estudios del Cantón de Zúrich y la Educación Nacional Francesa.
La escuela pertenece a la red PASCH y es una DSD-Schule, es decir, un centro de examen para el certificado de alemán DSD. También es centro examinador de la certificación de inglés IELTS y de las certificaciones de español DELE (Diploma de Español como Lengua Extranjera) y SIELE (Servicio Internacional de Evaluación de la Lengua Española).

## La pedagogía digital en el Liceo Francés de Zúrich
En respuesta a la ley francesa de orientación y programación para la refundación de la escuela, que promueve la digitalización de la educación del país, en abril de 2016 el Liceo Francés de Zúrich lanzó un proyecto piloto con el que proporcionó una tableta por alumno a una clase de primaria (CM2) y a otra de español en secundaria. La dirección pedagógica de la escuela, encabezada por el director de primaria François Latouche, presentó esta inversión al comité de gestión en diciembre de 2015 y de nuevo en junio de 2016 dado el éxito de las experiencias piloto. El comité dio su aprobación. 
Entre junio de 2016 y junio de 2017, todos los profesores del centro recibieron un ordenador portátil y una tableta y asistieron a sesiones de formación. 
Las familias también asistieron a conferencias informativas. Una de ellas, en junio de 2017, de manos de Emmanuel Davidenkoff, autor de "Le tsunami numérique", terminó de convencer a muchos padres. 
Desde septiembre de 2017, todos los alumnos de primaria a bachillerato tienen una tablet para realizar actividades educativas basadas en la personalización del aprendizaje, la diferenciación educativa, la creatividad, el pensamiento crítico, la cooperación entre alumnos, la comunicación y la ciudadanía digital. En infantil, cada profesor dispone de 6 tabletas por clase. 
La asignación de una tableta por alumno permitió la continuidad pedagógica durante el periodo de confinamiento por el COVID-19 de marzo a mayo de 2020, mediante la aplicación de un ambicioso plan: el plan CALM (Classe À La Maison). Al disponer de una herramienta con la que estaban familiarizados, los alumnos pudieron seguir fácilmente las clases.
Al inicio del curso escolar 2021 se renovó el material digital con la implantación de la segunda fase del proyecto y la dotación de una tablet de última generación. 